# Cheduba
L'illa de Cheduba (birmà: မာန်အောင်ကျွန်း; també coneguda com a illa de Manaung) és una illa de la badia de Bengala, propera a l'illa de Ramree, a Myanmar, antigament Birmània. Té una longitud màxima de 33 km, amb una àrea d'aproximadament 523 km². Pertany al districte de Taungup de l'estat d'Arakan.
Cheduba tenia una població de 63.761 el 1983, composta principalment per birmans i arakanesos. Les principals activitats econòmiques de l'illa són l'agricultura i la ramaderia.